# Monasterio de Cocoș

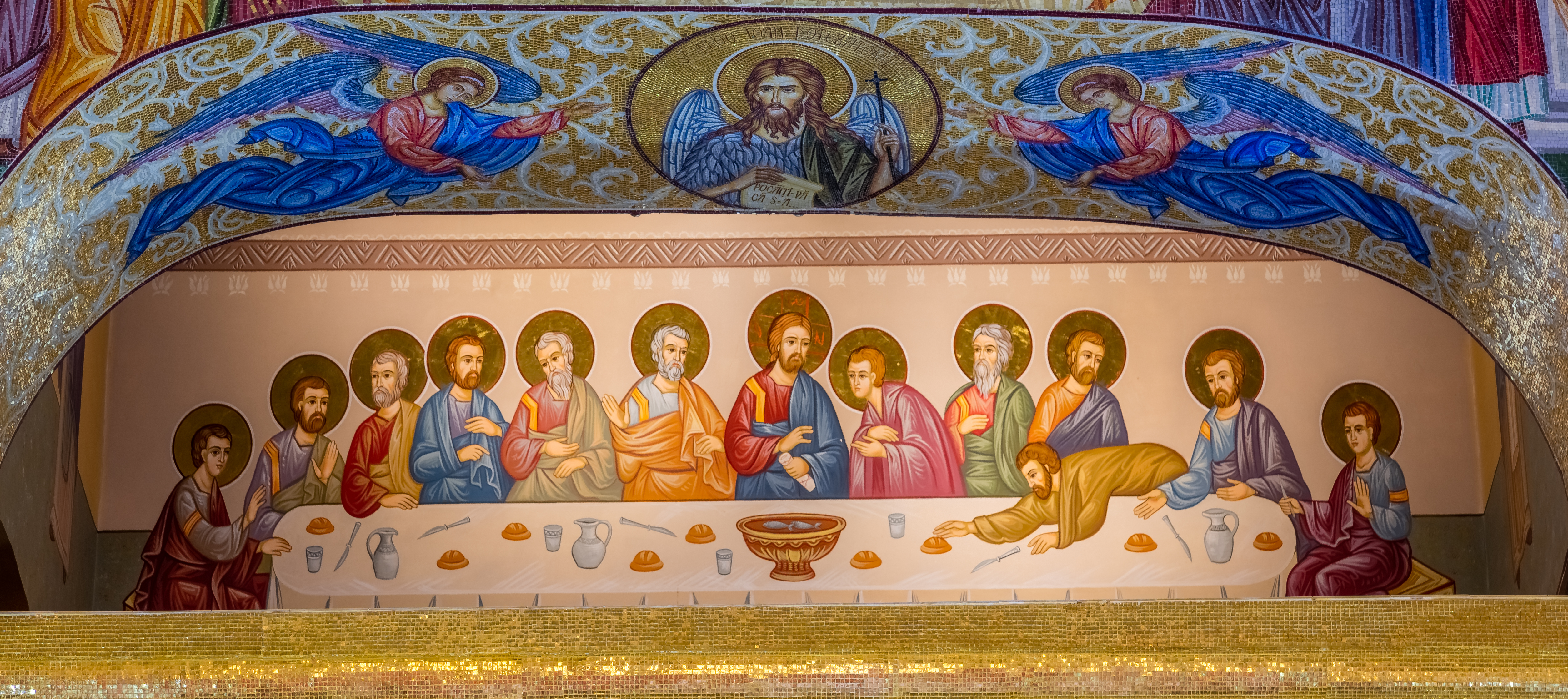

El  monasterio de Cocoş es un monasterio situado en un bosque 6 km al sur del centro de la ciudad de Isaccea, Rumanía y a 6 km de Niculițel.
El monasterio incluye la residencia del abad, aposentos de los monjes, un campanario, una capilla y una iglesia dedicada a Tránsito de María. Todos ellos están listados como monumentos históricos en Rumanía, y fueron construidos entre 1883 y 1913.

## Galería de imágenes

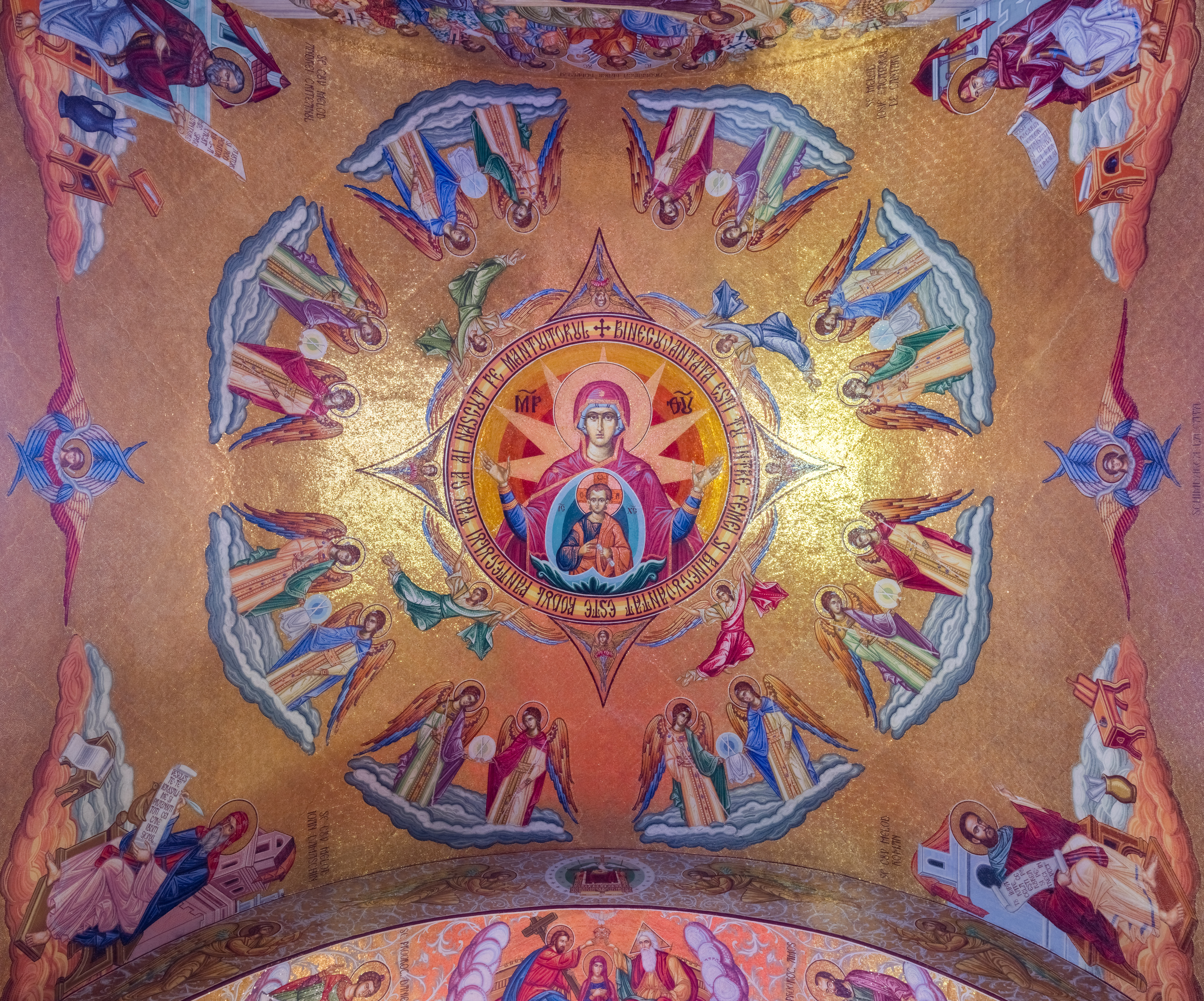
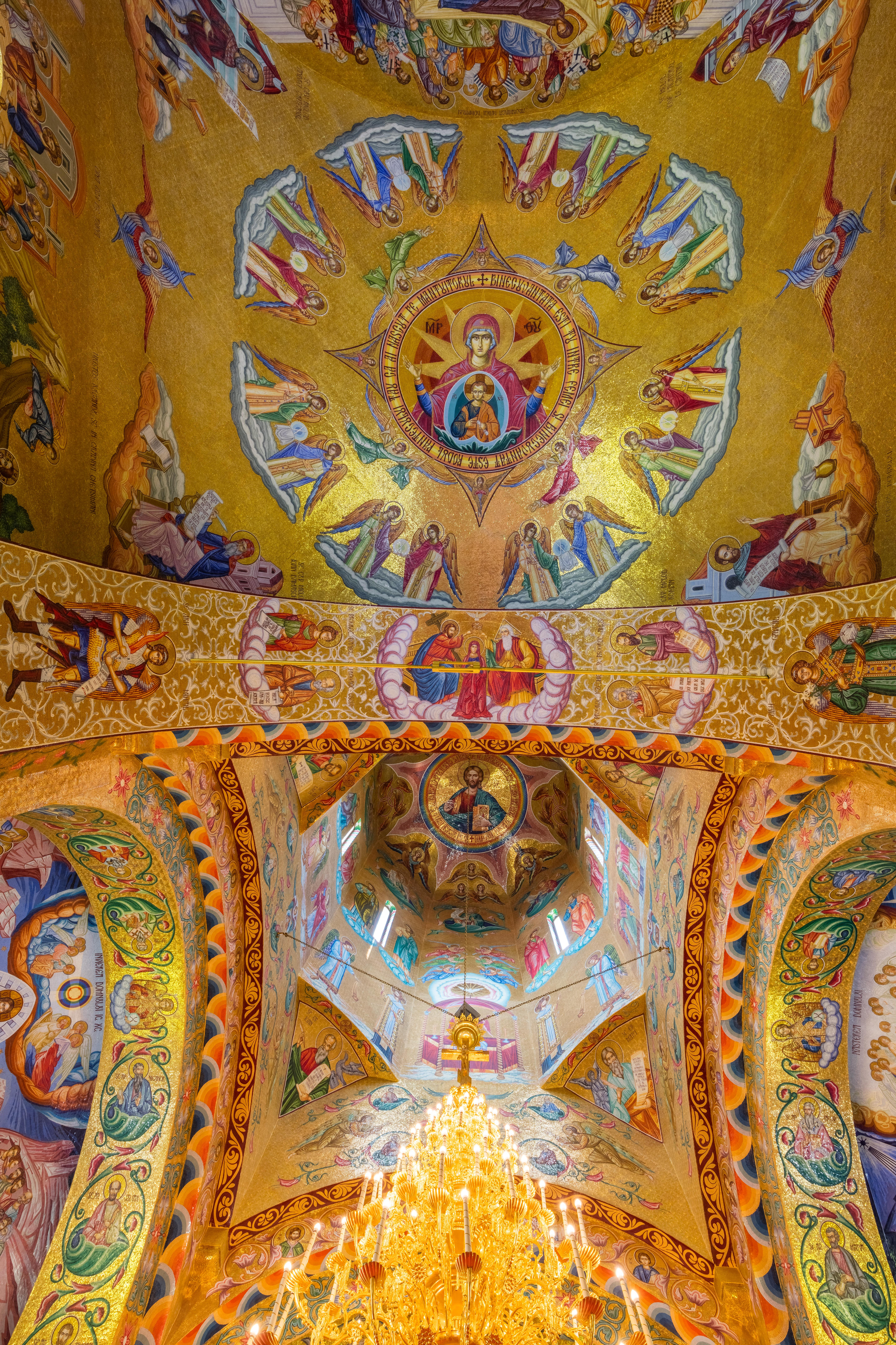
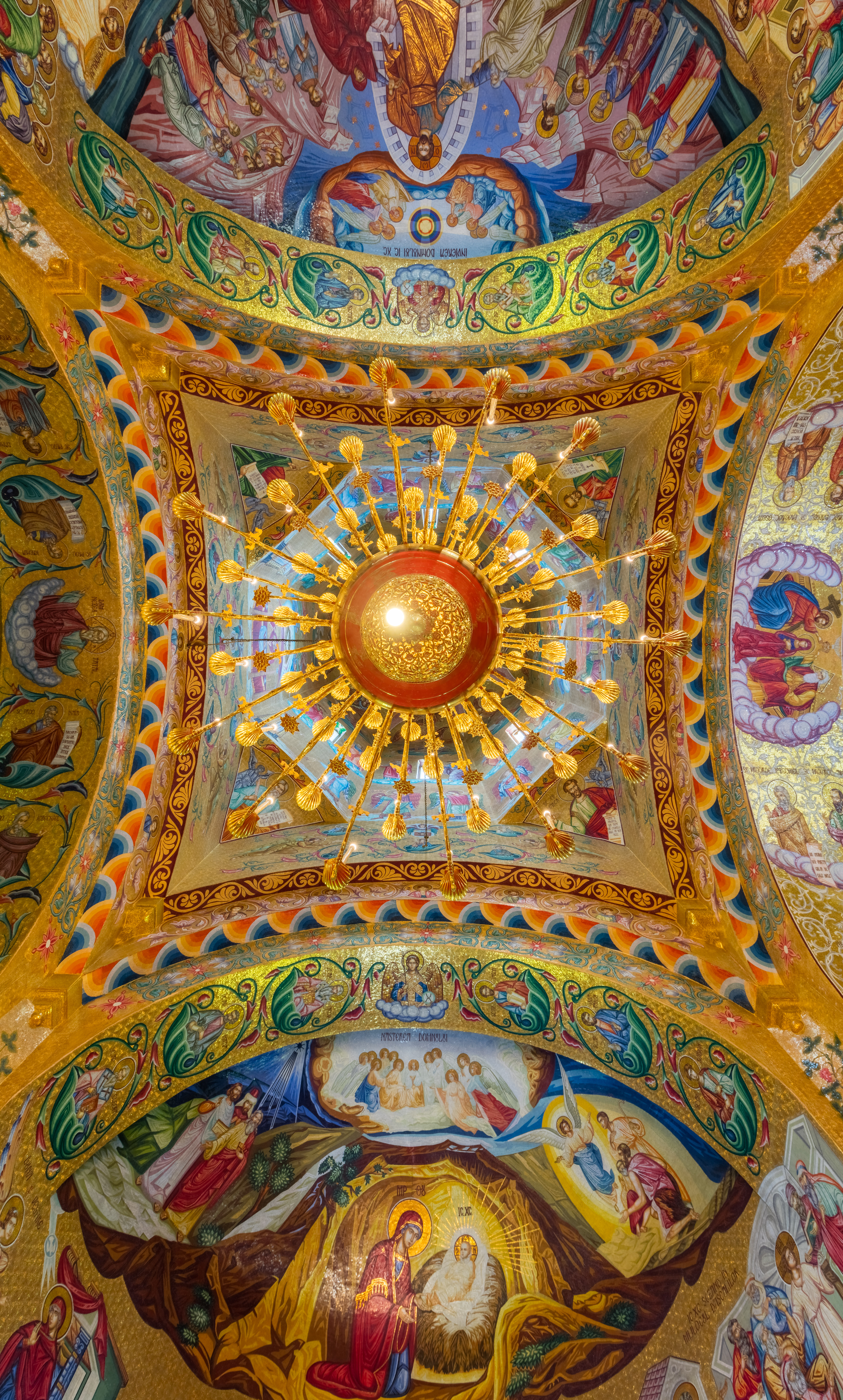
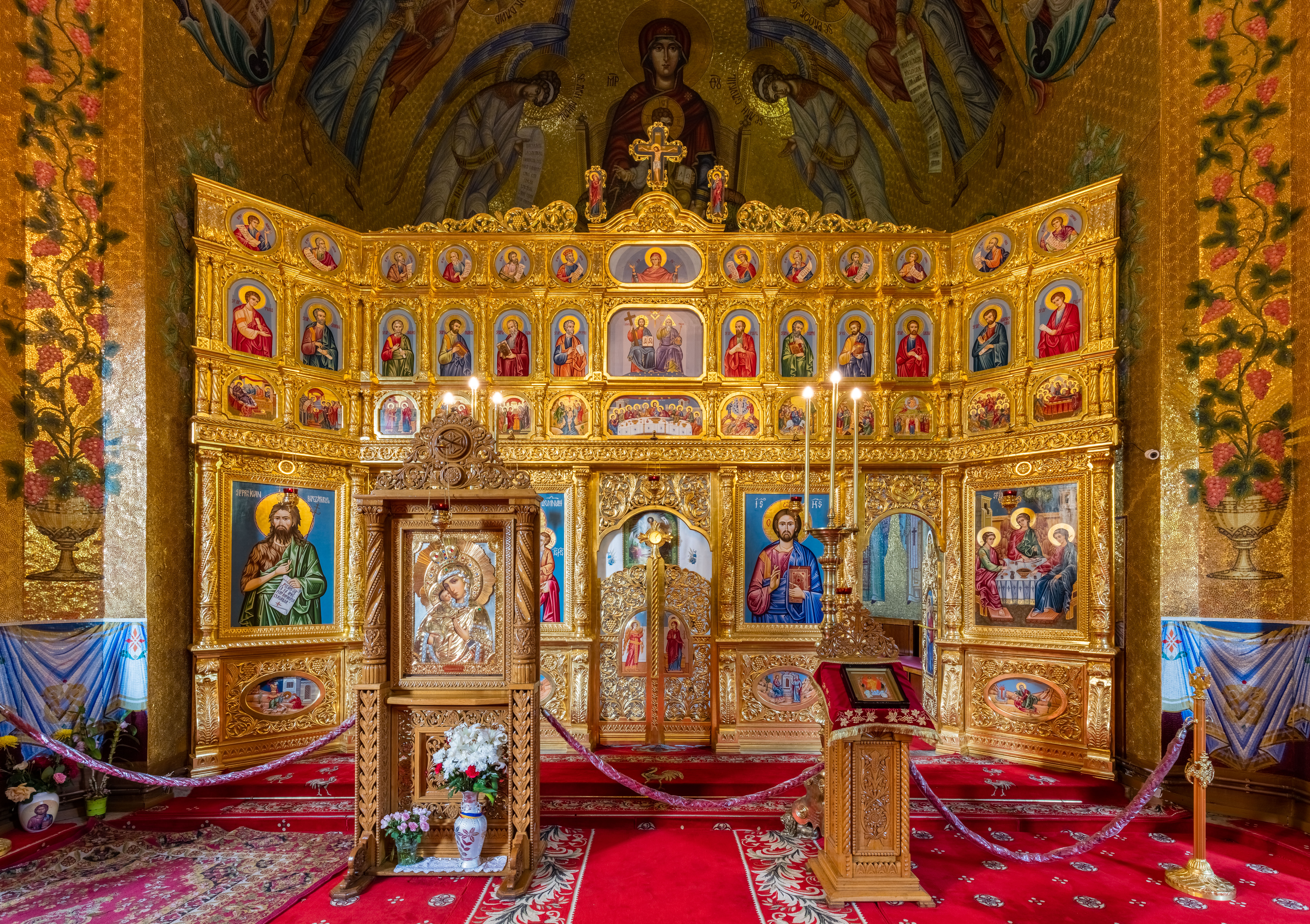
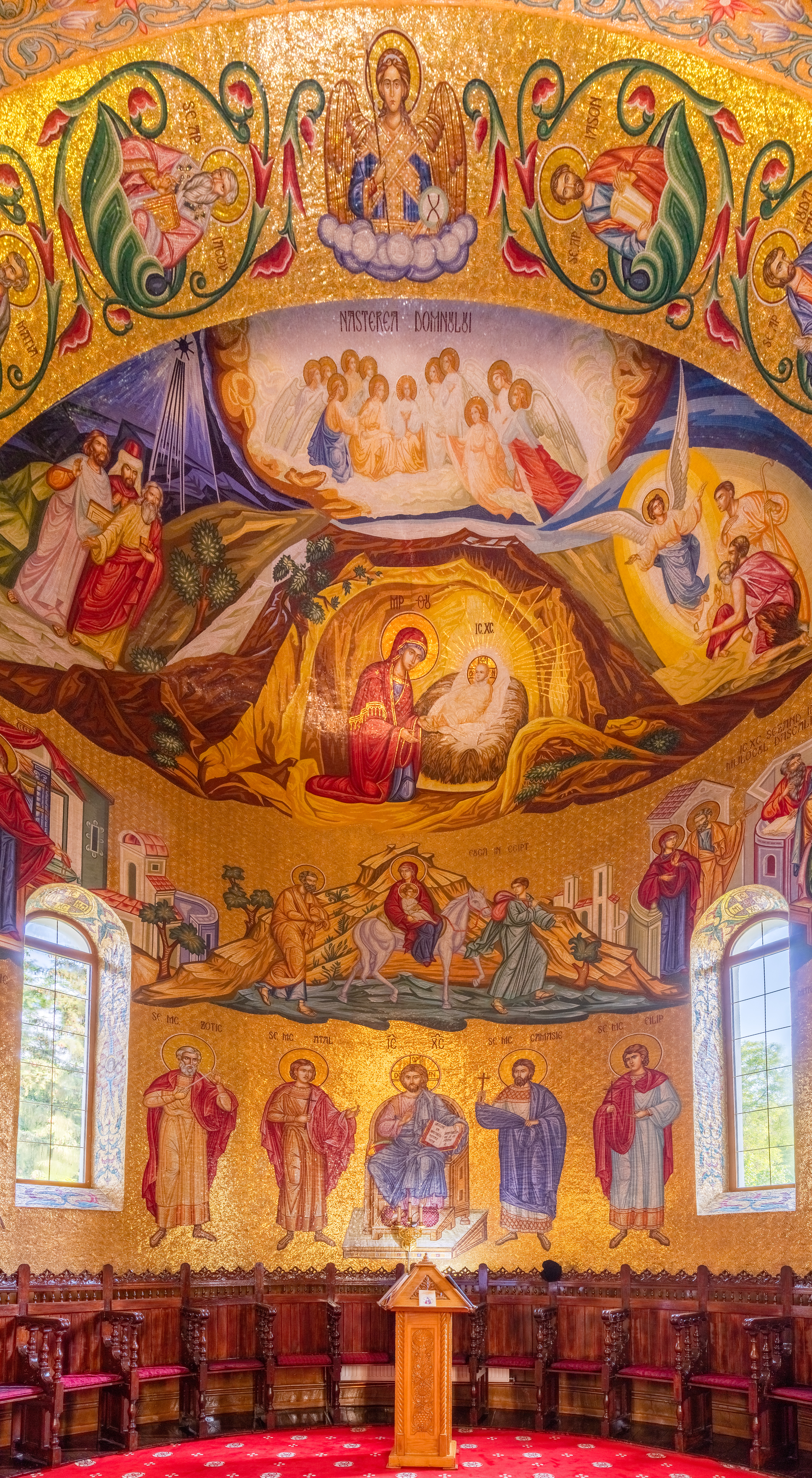
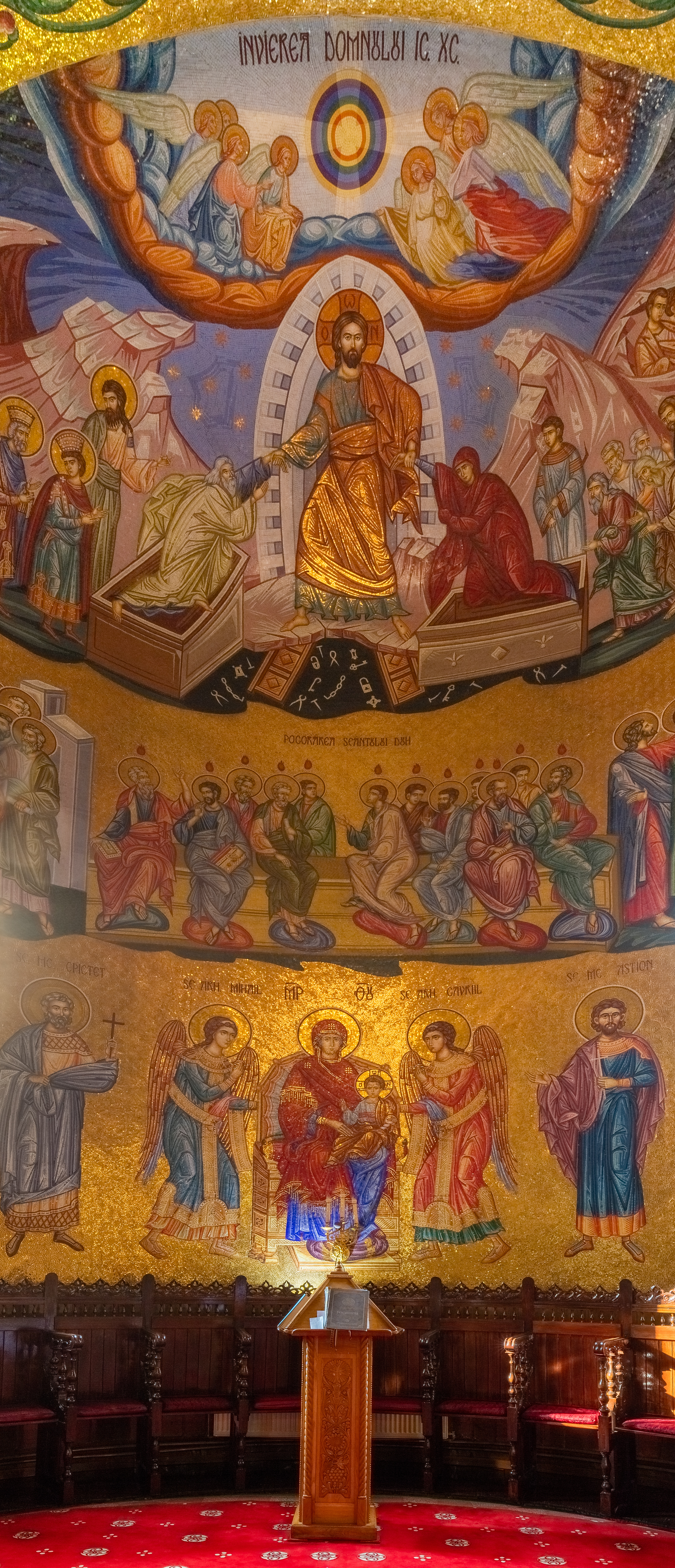
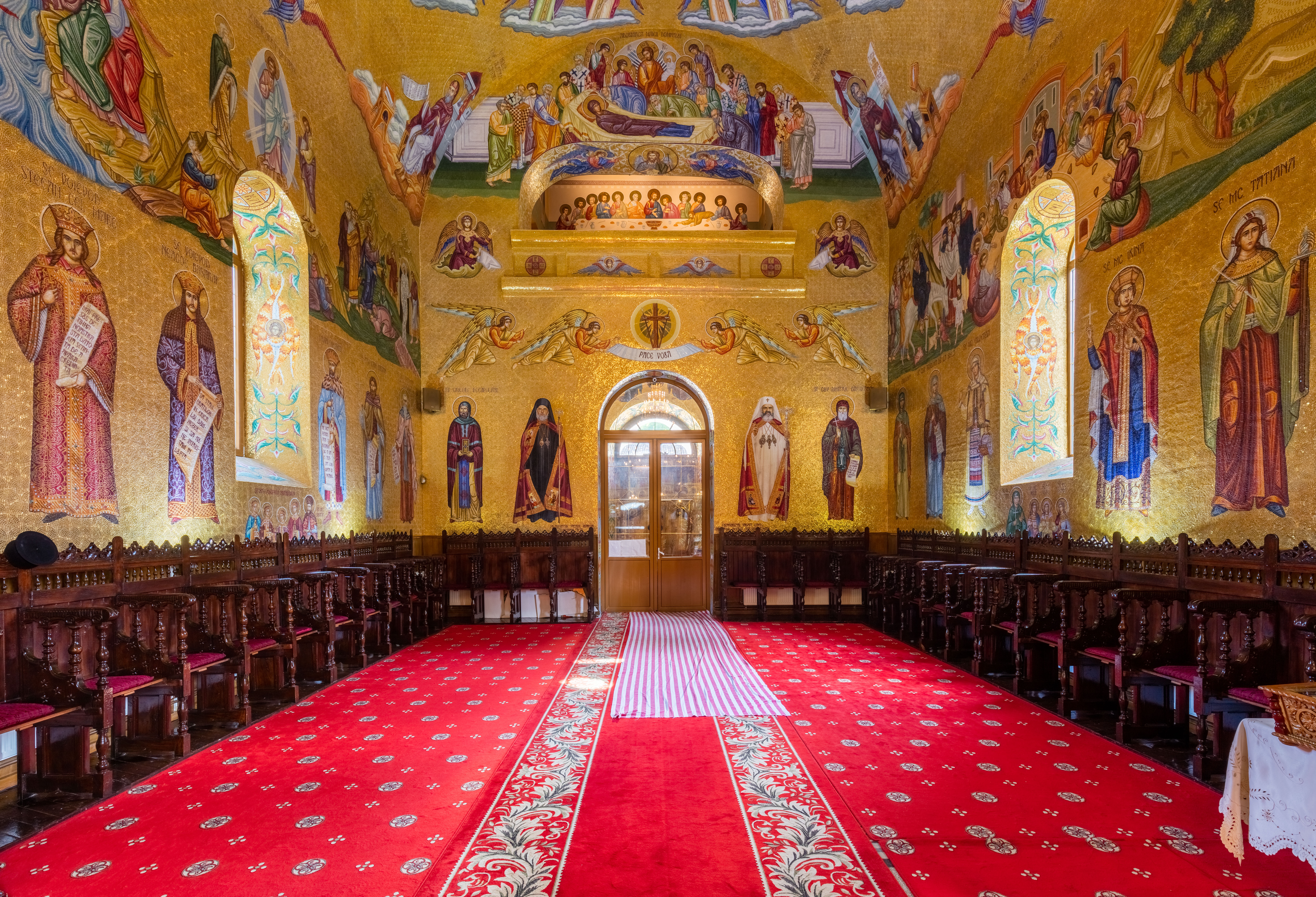
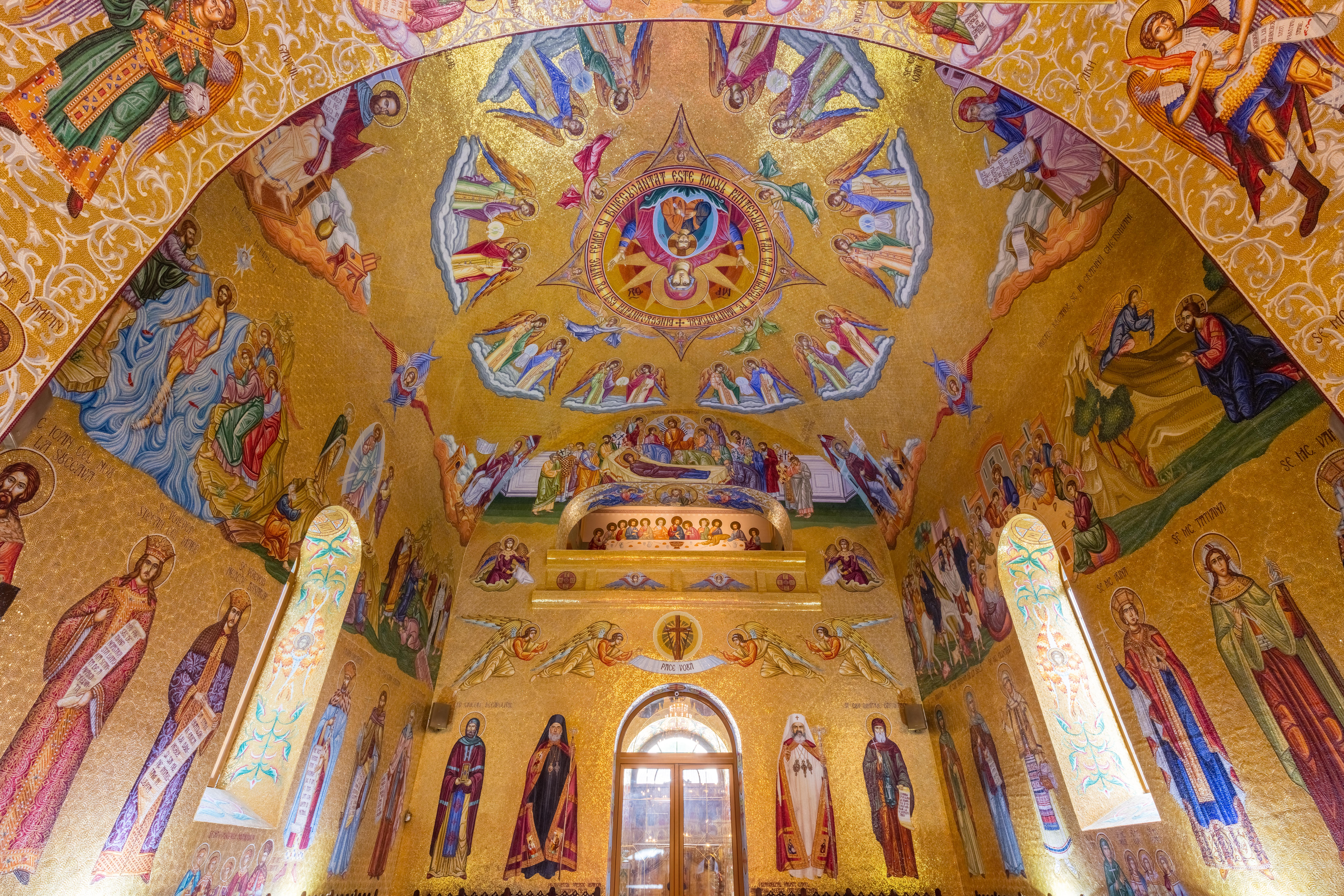
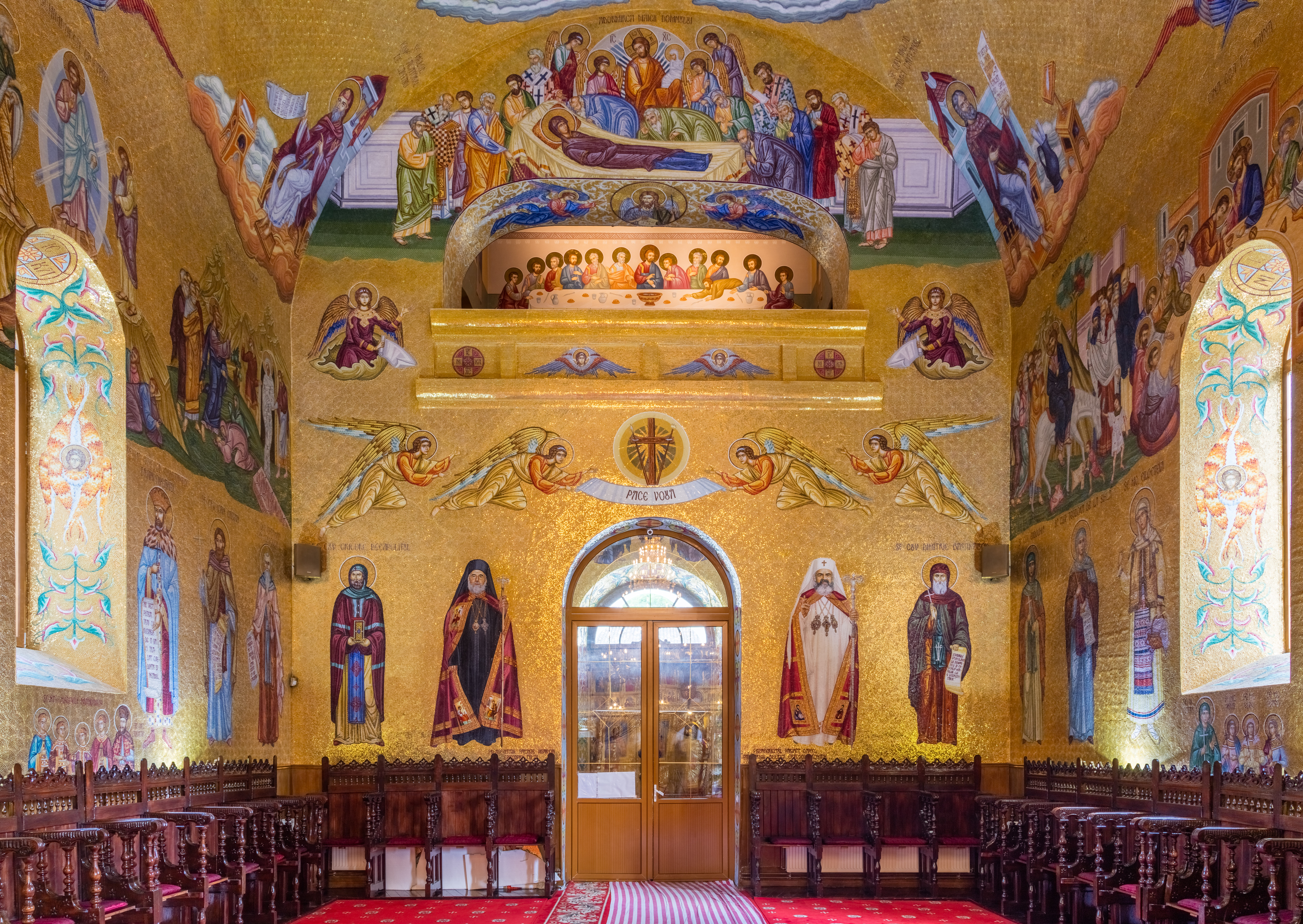
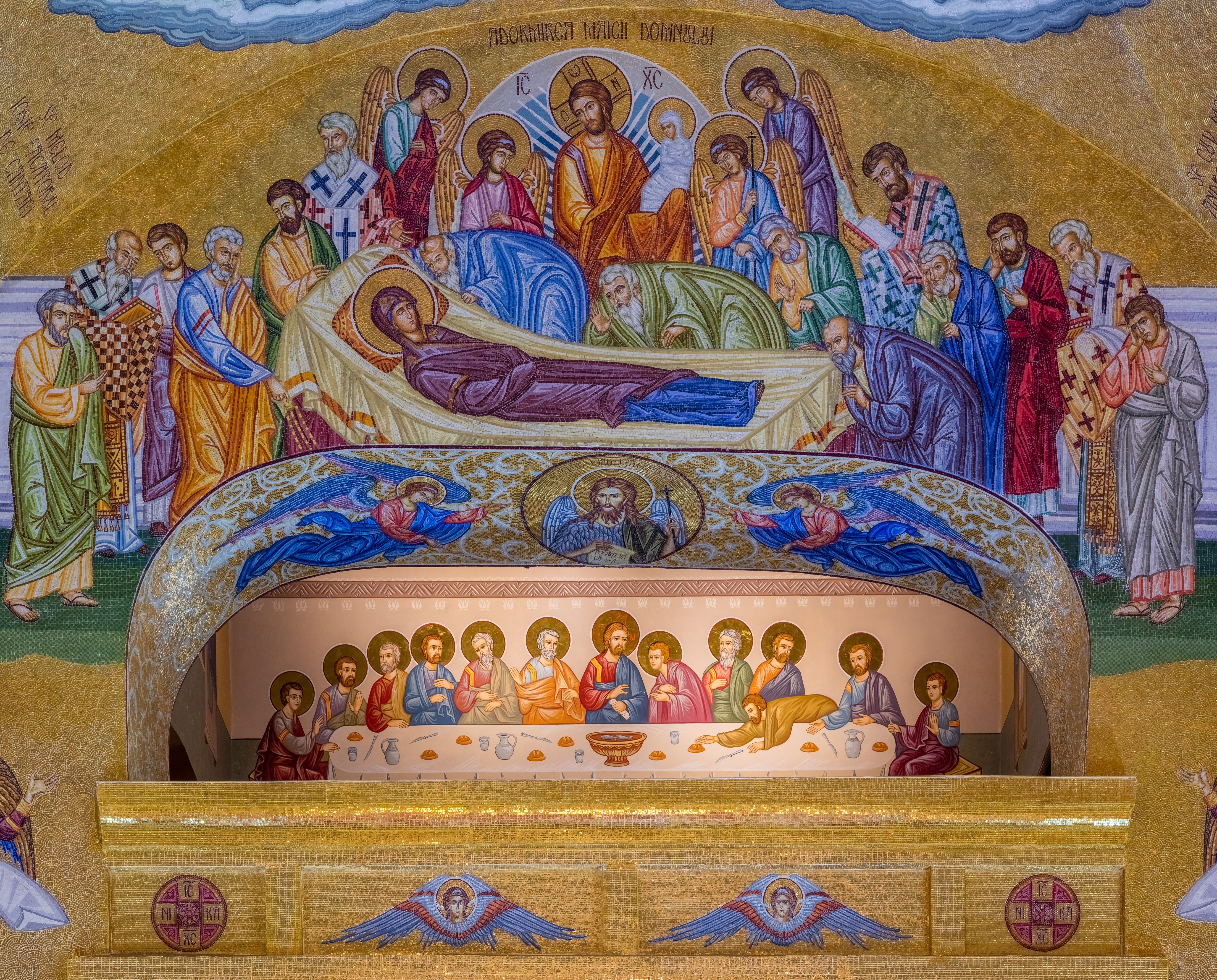
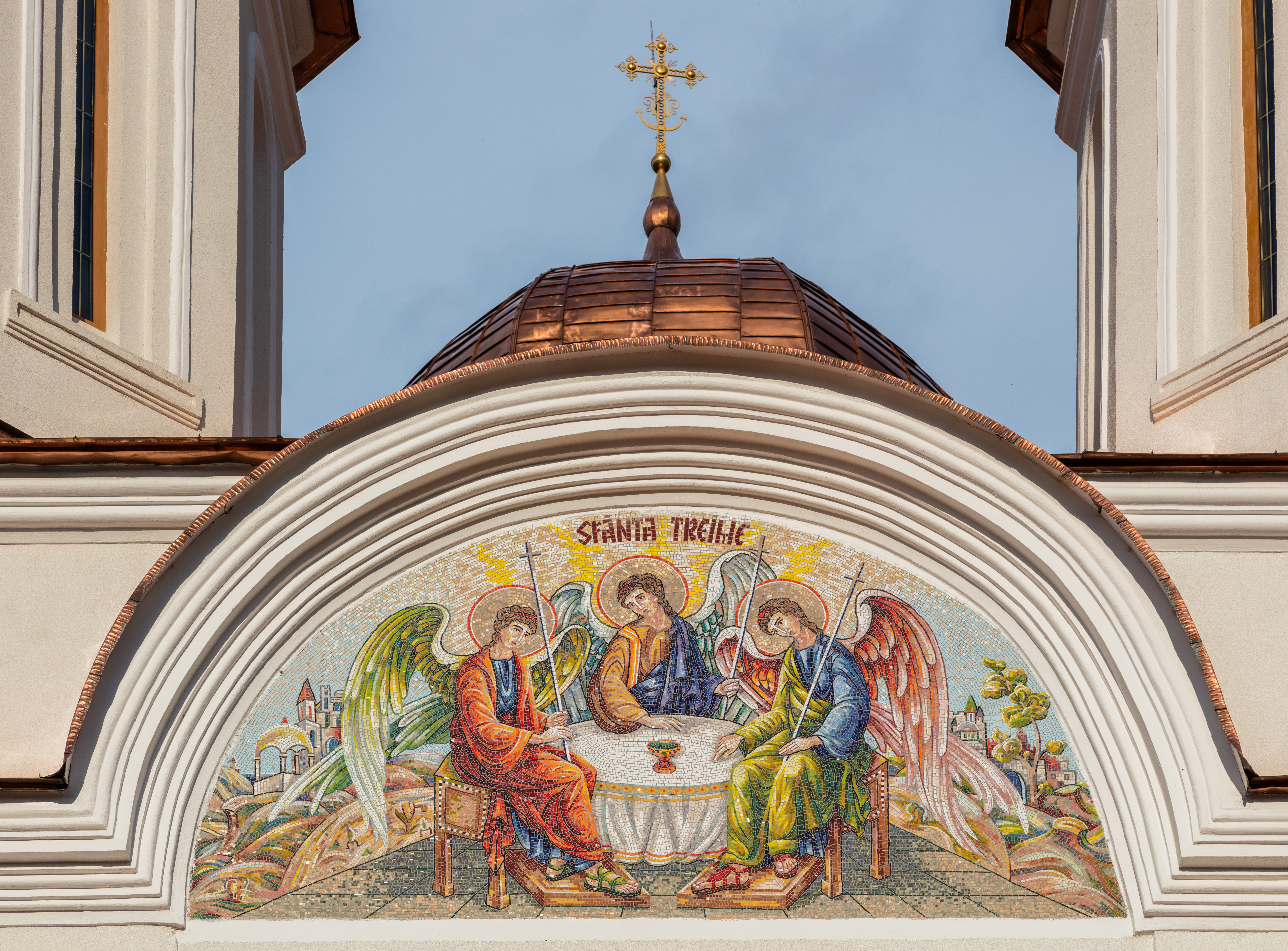
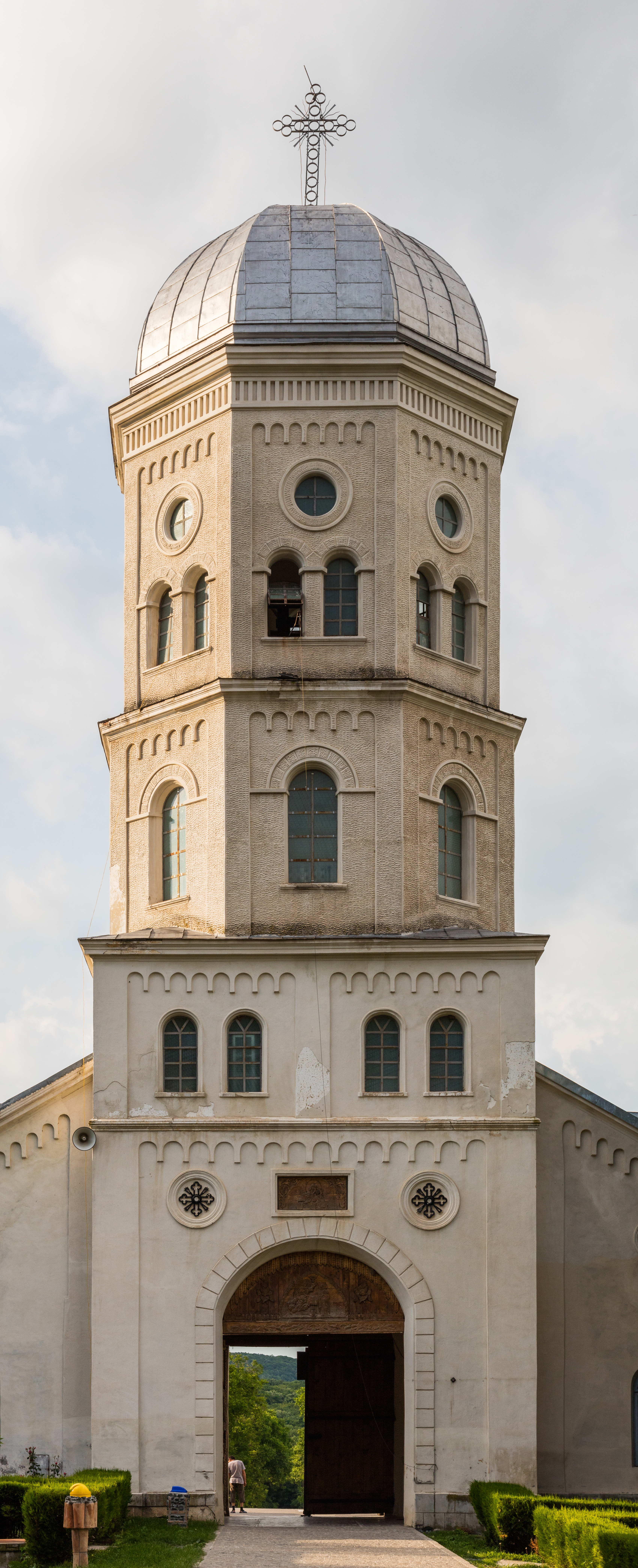
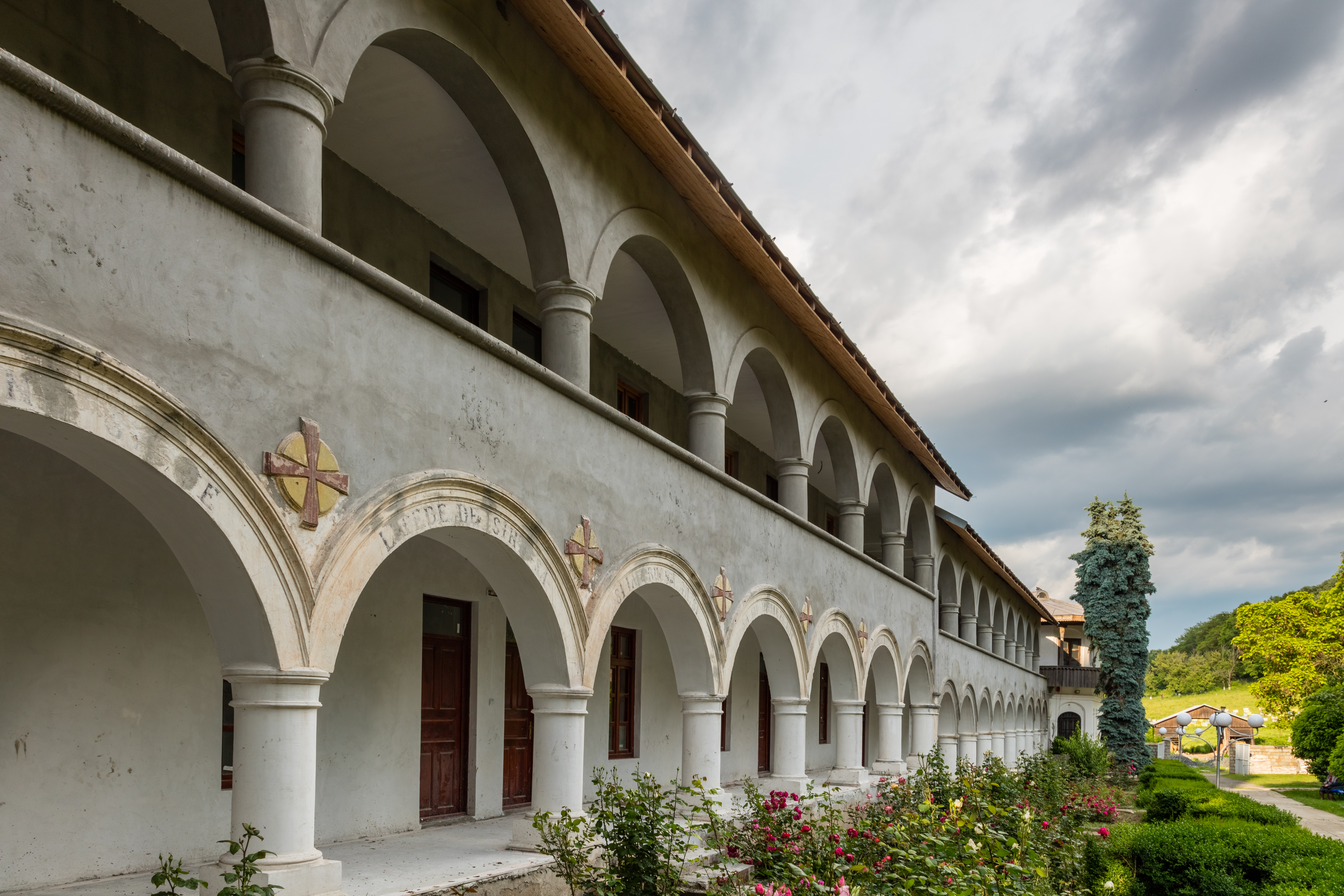
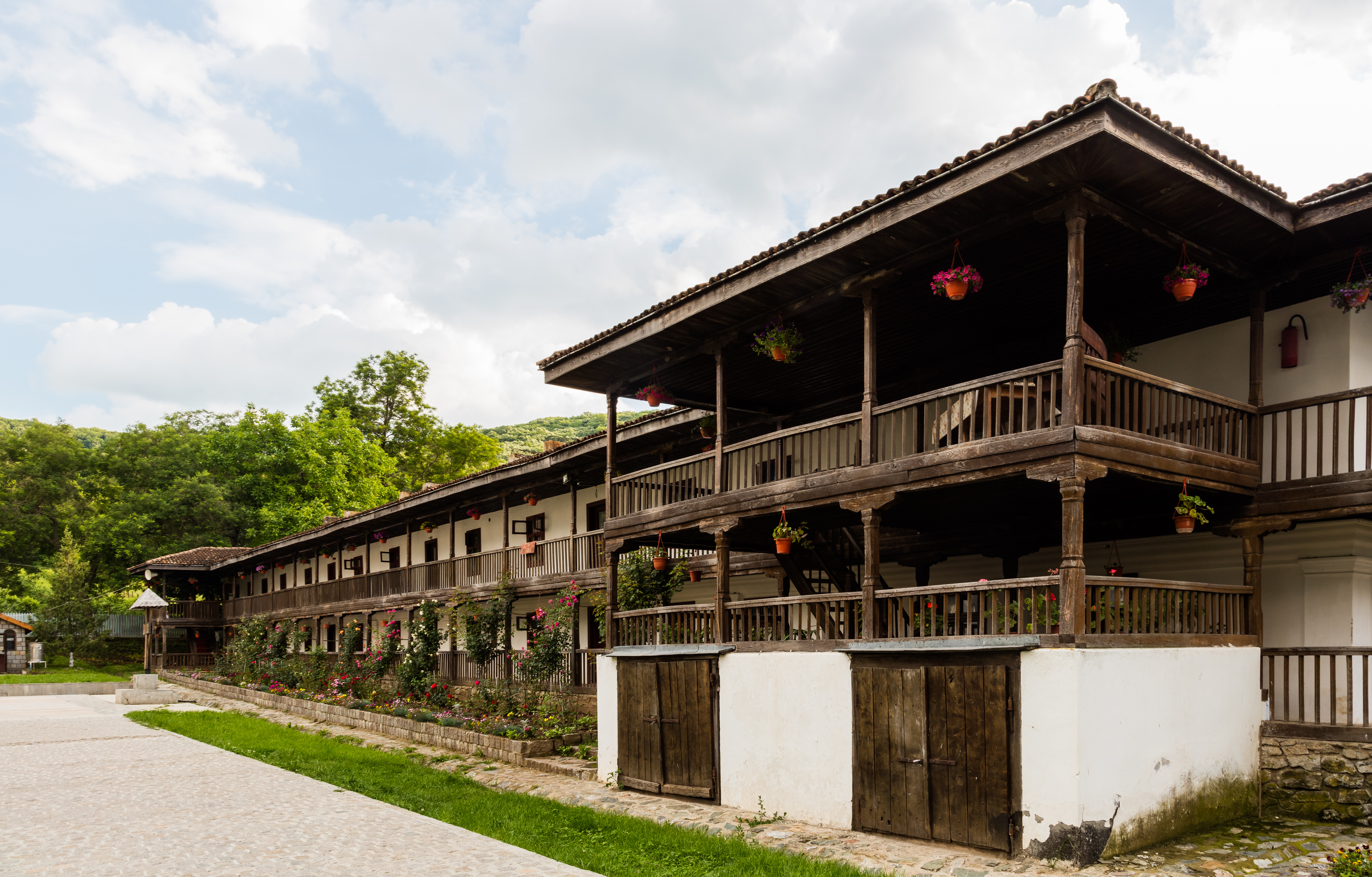